# Rhopalopterum atricillum
Rhopalopterum atricillum är en tvåvingeart som först beskrevs av Zetterstedt 1838.  Rhopalopterum atricillum ingår i släktet Rhopalopterum, och familjen fritflugor. Arten är reproducerande i Sverige.